# Байрачская волость
Байра́чская во́лость — административно-территориальная единица в составе Феодосийского уезда Таврической губернии. Образована 8 (20) октября 1802 года как часть Таврической губернии, при реоганизации административного деления уездов, сохранявшегося со времён Крымского ханства, в основном, из территорий бывших Ширинского и части Старокрымского каймаканства Кефинского кадылыка.

## География
Располагалась в северной части центра уезда, в основном в долинах и междуречьях Сухого и Мокрого Индолов, Восточного Булганака, Чурюк-Су до берега Кучук-Карасу на западе. Рельеф различался от восточных отрогов Внутренней гряды Крымских гор на юге до присивашской степи на севере.

## Население
На 1805 год население составило 4 839 человек, проживавших в 44 деревнях, абсолютное большинство — крымские татары. Только в 2 деревнях — Салы и Изюмовке проживали российские военные поселенцы в количестве 214 человек, числилось также 76 цыган.
Волость просуществовала до 1829 года, когда, в результате административно-территориальной реформы, была переименована, с небольшими изменениями, в Учкуйскую. В Кокташскую волость передана Шах-Мурза, а из Парпачской — Кулеш Мечет, Аджи Бутек, Сарылар, Слям Терек, Тама, Аппак, Конрат, Аджи Кол и Бутеген.